# روي بيرسي كوبر
روي بيرسي كوبر (بالإنجليزية: Roy Percy Cooper)‏ هو عالم طيور أسترالي، ولد في 1907، وتوفي في 1976.